# Pinneken kloppen
Pinneken kloppen (Plattdeutsch für ‚Stöckchen schlagen‘) ist ein ehemals sehr beliebtes Straßenspiel aus dem Ruhrgebiet, das in anderen Regionen auch unter Bezeichnungen wie Stockschlagen, Holzpinn schlagen, Klippchen schlagen, Hölzchen schlagen, Stökske haue oder als Pinkelholz oder Pickelholz bekannt ist.

## Herkunft und Geschichte
Literarisch sicher belegt ist das Pinneken kloppen seit der ersten Hälfte des 20. Jahrhunderts, etwa durch mehrere Selbstbiografien. Die Autoren möchten mit ihrer Darstellung das Milieu der Straßenspiele einer vergangenen Zeit der Nachwelt überliefern. Eine frühe Variante dieses Spiels findet sich nach Siegbert A. Warwitz allerdings bereits 1840 in der Schweiz. Sie wurde nach einem Bild Klinke genannt. Der Autor Helmut Steuer nennt es „Kibbel Kabbel“ nach den beiden Teilen des Spielgeräts. Auch der polnische Kinderbuchautor Janusz Korczak erwähnt das Spiel in einem Buch.
Der Nobelpreisträger Albert Camus berichtet ausführlich von einer Spielvariante aus Algerien.
In einer Zeit einerseits des Spielzeugmangels andererseits noch verkehrsarmer Straßen entwickelte das Pinneken kloppen besonders vor, während und nach dem Zweiten Weltkrieg im Ruhrgebiet eine weite Verbreitung und große Beliebtheit. Die Spielgeräte waren mittels eines Taschenmessers oder Fahrtenmessers aus den Materialien der Umwelt leicht und schnell herzustellen, und die noch geringe Verbauung bzw. die kriegszerstörten Flächen boten sich für das raumgreifende Spiel an.
Anders als Spiegel annimmt, ging das Spielgut jedoch in der Folgezeit nicht verloren. Es verschwand zwar zunehmend aus dem Straßenbild, regenerierte aber im pädagogischen Bereich. Für diese Wandlung gibt Warwitz folgende Gründe an:
- die zunehmende Beanspruchung der Straßen durch den wachsenden Verkehr und das Verbauen der Freiflächen nach 1945
- die Überflutung des Marktes nach dem Krieg mit attraktivem kommerziellem Spielzeug
- Verletzungsbedenken und rigide Sicherheitsvorschriften
- ein wieder erwachendes Bedürfnis nach kreativem Spielen als Reaktion auf die Übersättigung durch die Konsumwelle

In naturorientierten, vor allem pädagogischen Bereichen wie der Lehrerbildung, bei Freizeiten, an Stränden und in abgeschirmten Arealen findet das Pinneken kloppen bis heute nach wie vor statt.

## Regeln

### Spielmaterial und Spielfeld
Als Spielgerät dient das Pinneken, ein etwa fünfzehn Zentimeter langes und gut zwei Zentimeter dickes Aststück aus jungem, möglichst hartem Holz, das an beiden Enden zugespitzt ist. Dazu gehört ein etwa achtzig Zentimeter langer, mindestens daumendicker stabiler Stock, der von Zweigen befreit und besonders an der Griffseite gut geglättet sein sollte. Als Spielgelände wird ein hindernisfreier geräumiger Platz mit festem Untergrund benötigt. An seinem äußersten Ende heben die Spieler eine kleine Furche aus dem Boden oder legen zwei flache Steine nebeneinander, auf denen das Pinneken quer zu liegen kommt.
Das Spiel braucht mindestens zwei Mitspieler, wird aber meistens als Parteienspiel arrangiert, bei dem eine Partei die Burg, die andere das Spielfeld besetzt.

### Spielablauf
Ein Spieler der Burgpartei leitet das Spiel ein, indem er das über die Furche gelegte Pinneken mit dem Stock möglichst weit ins Feld zu katapultieren versucht. Aufgabe der Feldpartei ist es sodann, vom Aufschlagpunkt aus mit dem Pinneken den Stock zu treffen, der quer über die Furche platziert wird. Gelingt dies, darf die Feldpartei die Burgpartei ablösen, und die Burgpartei wird zur Feldpartei. Gelingt dies nicht, kann die Burgpartei Punkte sammeln, indem sie mit dem Stock auf eine der angespitzten Seiten des Pinnekens schlägt und das auf diese Weise hochschnellende Hölzchen durch einen kräftigen Schlag mit dem Stock möglichst weit in den freien Raum zu treiben versucht. Die erreichte Strecke zurück zur Burg wird in Schritten ausgemessen und ergibt die gewonnene Punktzahl.
Die Feldpartei kann ihre Chance, den Burgwechsel zu erreichen dadurch verbessern, dass sie das hinauskatapultierte Pinneken auffängt. Je nachdem, ob mit beiden Händen oder einhändig links oder rechts gefangen wurde, darf der Fänger sich mit einer vorher ausgemachten Anzahl Schritte dem Zielort annähern. Das Spiel endet entweder zu einem vorher festgelegten Zeitpunkt, nach einer bestimmten Anzahl Burgwechsel oder bei Erreichen einer fixierten Punktezahl.
Varianten
Als Variationen haben sich etabliert, jüngeren Kindern mehrere Schlagversuche zu erlauben, das Handberühren des Pinnekens bei der Rückgabe mit Extrapunkten zu honorieren, den Burgwechsel nach jedem Durchgang erfolgen zu lassen oder auch der Feldpartei ein Punktesammeln durch Fangmodalitäten zuzugestehen.
Der Schriftsteller Albert Camus beschreibt in seiner autobiografischen Erzählung „Der erste Mensch“ eine Spielvariante aus dem Armenviertel von Algier um das Jahr 1923:
Das „Canette vinga“ genannte Spiel wurde mit einem zu einer „Zigarre“ angespitzten Holzstück und einem blauen Holzschläger gespielt. Die Kinder zogen auf einem unbebauten Gelände zwischen verrosteten Eisenreifen und faulenden Fassböden einen Kreis, in dessen Mitte sich eines von ihnen mit dem Schläger postierte. Die anderen versuchten nacheinander, die „Zigarre“ im Kreis zu platzieren, was der Kreisspieler mit dem Schläger verhindern musste. Gelang es einem Werfer, die Zigarre im Kreis an den Boden zu bringen, durfte er den Kreisspieler ablösen. Gelang es dem Kreisspieler, die anfliegende Zigarre hinaus zu befördern, durfte er versuchen, das angespitzte Hölzchen durch einen Schlag mit dem Schläger hochschnellen zu lassen und mit einem sofort nachfolgenden Schlag möglichst weit zu treiben. Wenn er die Zigarre verfehlte, musste er möglichst schnell zurück in den Kreis, um diesen erneut zu verteidigen.

## Spielwert
Vom pädagogischen Aspekt wird dem Pinneken kloppen ein hoher Spielwert zugemessen. Dieser ergibt sich aus verschiedenen Faktoren wie etwa der Naturnähe des Spiels oder der den Spielenden abverlangten Phantasie und Kreativität, die dem Konsumtrend der Zeit nach vorgefertigtem perfektioniertem (Wegwerf-)Spielzeug entgegenwirken. Es handelt sich um ein ganzheitlich forderndes Spielen von der Herstellung der einfachen Spielmittel über die Regelgestaltung bis zur technischen und taktischen Ausgestaltung des Spielbetriebs. Die Kinder lernen dabei, wie Spielzeug und Regeln entstehen und dass sie den eigenen Bedürfnissen, den Raumverhältnissen oder den Fähigkeiten der Beteiligten flexibel angepasst werden können:

## Sicherheitsfragen
Die Berichte erwähnen keinerlei Verletzungen bei dem Spiel. Es wird jedoch auf zwei Sicherheitsvorkehrungen ausdrücklich hingewiesen:
- die Spitzen des Pinneken sollten leicht abgerundet sein und beide Hölzer immer wieder auf Absplitterungen hin kontrolliert werden und
- beim Treiben des Pinneken müssen sich sämtliche Mitspieler außerhalb der Schlagrichtung (= hinter dem Schlagenden) aufhalten

## Einzelbelege
1. ↑  Kinderkultur in Ausgabe 73 von Hefte des Focke-Museums, Konrad Köstlin, Rosemarie Pohl-Weber, Rainer Alsheimer, Deutsche Gesellschaft für Volkskunde, Verlag Bremer Landesmuseum für Kunst- und Kulturgeschichte, 1987 S. 84 und S. 264.
2. ↑  Ernst Schmidt: Damals in der Feldstraße. Eine Kindheit und Jugend im Ruhrgebiet 1924 – 1942. Essen 2008.
3. ↑  Helmut Spiegel: Das Bollerrad muss bollern, der Knicker, der muss rollern. Verlorene Kinderspiele, erzählt in Geschichten aus dem Ruhrgebiet. Bottrop 2004.
4. ↑  Siegbert A. Warwitz, Anita Rudolf: Vom Sinn des Spielens. Reflexionen und Spielideen. 5. Auflage, Schneider, Baltmannsweiler 2021. S. 240.
5. ↑  Helmut Steuer: Kibbel Kabbel. In: Ders.: Auf Straßen und Plätzen spielen. Hugendubel. München 1989. S. 116.
6. ↑  Janusz Korczak, Günter Schulze (Hrsg.): Wenn ich wieder klein bin (polnische Erstausgabe Kiedy znów będę mały 1925), Göttingen : Vandenhoeck & Ruprecht 1973, ISBN 3-525-31509-0. PDF; 9,1 MB
7. ↑  Albert Camus: Die Spiele des Kindes, In: Ders.: Der erste Mensch. Rowohlt Verlag, 2. Auflage, Reinbek bei Hamburg 2013, S. 61–63.
8. ↑  Helmut Spiegel: Das Bollerrad muss bollern, der Knicker, der muss rollern. Verlorene Kinderspiele, erzählt in Geschichten aus dem Ruhrgebiet. Bottrop 2004.
9. ↑  Anita Rudolf, Siegbert A. Warwitz: Spielen – neu entdeckt. Grundlagen-Anregungen-Hilfen. Freiburg 1982. S. 84–86.
10. ↑  Siegbert A. Warwitz: Pinneken kloppen. In: Siegbert A. Warwitz, Anita Rudolf: Vom Sinn des Spielens. Reflexionen und Spielideen. 5. Auflage, Schneider, Baltmannsweiler 2021. S. 239–240.
11. ↑  Albert Camus: Die Spiele des Kindes, In: Ders.: Der erste Mensch. Rowohlt Verlag, 2. Auflage, Reinbek bei Hamburg 2013, S. 61–63.
12. ↑  Siegbert A. Warwitz (Hrsg.): Spiele anderer  Zeiten und Völker – mit Kindern entdeckt und erlebt. Karlsruhe 1998, S. 38.
13. ↑  Siegbert A. Warwitz: Pinneken kloppen. In: Siegbert A. Warwitz, Anita Rudolf: Vom Sinn des Spielens. Reflexionen und Spielideen. 5. Auflage, Schneider, Baltmannsweiler 2021. S. 240.